# Dammam
Dammam, también conocida como Ar-Dammam, es una ciudad de Arabia Saudita situada en el este del país, en Oriente Próximo (Asia). Es la capital de la Provincia Oriental.

## Toponimia
La etimología de "Dammam" es motivo de controversia. Algunos autores sostienen que se trata de una onomatopeya: en las inmediaciones había una torre del homenaje y desde lo alto se hacía sonar un tambor, que producía un sonido, "damdamah", que daba la señal de alarma cuando se acercaba un peligro.
Otros autores consideran que el nombre deriva de la palabra árabe "dawwama" (torbellino), pues cerca, en la costa, había un remolino que los navegantes debían evitar.

## Historia
Dammam tiene raíces antiguas en la historia. Las fuentes arqueológicas (tumbas, restos de viviendas) y las referencias históricas indican que el lugar estuvo habitado hace más de dos mil años. Sin embargo, la zona quedó abandonada en gran medida durante siglos, por lo que la mayoría de los vestigios de presencia humana quedaron enterrados por las arenas del desierto.
Dammam fue habitada por primera vez por un clan de la tribu Al DOSSARY y un número de familias El Howela en los años 1923. Las familias encabezadas por el jeque Ahmed Ibn Abdallah Ibn Hassan Al DOSSARY emigrado de Baréin entraron en conflicto y se les dio la oportunidad de elegir un territorio donde ser resueltas sus diferencias por la mediación del rey Abdelaziz bin Saud. Al Dammam fue elegido inmediatamente por su proximidad a la isla de Baréin, con la esperanza de regresar pronto, pero el gobierno británico en la región hacía muy difícil para ellos moverse en todos los sentidos ("dividi et impera") por lo que se dio cuenta finalmente tuvieron que instalarse allí para siempre. Años más tarde, el hermano de Sheikh Ahmed se trasladó al sur, donde él y su familia se estableció en Al Khobar, que para ese entonces ya estaba habitada.
Sin embargo, este episodio hizo que la pequeña población de Khobar creciese y se estrechasen los lazos con la vecina ciudad de Dammam, que era mucho mayor.
Cuando se fundó el actual Reino de Arabia Saudita en 1932, en la zona sólo había unas cuantas aldeas, que dependían de la pesca y de la captura de para su supervivencia. sin embargo, durante un lapso de poco más de medio siglo, la zona se convirtió en un próspero centro industrial, comercial y científico, en donde vivía más de medio millón de personas. La transformación de la zona se inició con el descubrimiento de petróleo en cantidades comerciales. La Provincia Oriental se asienta sobre uno de los mayores campos de petróleo en el mundo, y fue aquí en Dhahran en 1936 donde Aramco, la predecesora de la compañía petrolera nacional de Arabia Saudí, Saudi Aramco, perforó el famoso pozo Nº 7 de Dammam, lo que demostró fuera de toda duda que el Reino poseía una gran cantidad de hidrocarburos.
El descubrimiento de nuevos yacimientos de petróleo en el sur, oeste y norte de Dammam, en las décadas de 1940 y 1950, que ahora representan un cuarto de las reservas mundiales probadas de petróleo, provocó un auge de la construcción. Expertos y técnicos de todo el Reino y de otros países se reunieron para localizar nuevos yacimientos de petróleo y ponerlos en funcionamiento. Hubo que instalar nuevos oleoductos y gasoductos, se levantaron infraestructuras de almacenamiento y se construyeron muelles construidos para exportar hidrocarburos. El creciente número de expertos que trabajan en Dhahran requirió la construcción de viviendas, hospitales, escuelas y otras infraestructuras. En poco tiempo, Dhahran, la sede corporativa de Saudi Aramco, la mayor compañía petrolera del mundo, se desarrollaba por el desierto en todas direcciones.
El crecimiento de la industria petrolera en la región tuvo un impacto similar en el pequeño pueblo pesquero de Dammam y la aldea de Al-Khobar. En las dos décadas posteriores al descubrimiento del petróleo, las chozas de adobe de los pescadores que poblaban la costa y que constituían las únicas viviendas permanentes en la zona habían dado paso a edificios de concreto, carreteras y calles enjardinadas. Situado al este de Dhahran, en la costa del Golfo, Al-Khobar se convirtió por un breve lapso de tiempo en el punto de embarque del petróleo crudo de Arabia Saudita con destino a la refinería en Baréin. En los años previos a la Segunda Guerra Mundial, la producción de petróleo de Arabia Saudita era muy limitada y, puesto que la empresa no tenía refinería propia, la mayor parte del petróleo era manejada por los pequeños petroleros a Baréin. Con la construcción de un gasoducto a Baréin y la subsiguiente expansión de la industria petrolera en los años posteriores a la guerra, el foco de los sectores naviero y del petróleo se alejó de Al-Khobar hacia el norte, a Dammam y Ras Tanura, uno de los mayores centros de almacenamiento y despacho de crudo del mundo, situado a 25 km al norte de Dammam. Como resultado de ello, Al-Khobar poco a poco redefinió su papel y pasó a convertirse en un centro comercial para toda la comarca.
En la década de 1980 Dammam, en la capital de la Región Oriental, era una ciudad independiente, pero estaba tan cerca de Al Khobar y Dhahran que el viajero podría pasar de un municipio a otro en pocos minutos. El descubrimiento de petróleo en Dhahran y los campos cercanos y la creciente importancia de toda la región afectaron a Dammam más que a cualquier otra ciudad de Arabia Saudita. En tres décadas, la tranquila villa de pescadores se había convertido en la capital de la Provincia Oriental. El crecimiento simultáneo de Dammam, Dhahran y Al-Khobar puso a las tres localidades en contacto físico. Las tres ciudades, inevitablemente, se fusionaron en una sola, creándose un solo municipio conocido como la Zona Metropolitana de Dammam o, simplemente, como el Área de Dammam. Cada una de las tres ciudades que componen el Área de Dammam conserva su propio carácter y algunas funciones administrativas locales, pero, en lo que se refiere a la Administración del Reino, el Área de Dammam forma una única entidad administrativa.
El crecimiento de la industria petrolera de Arabia Saudita, la mayor del mundo, se abrió sobre el rápido desarrollo de la región. A medida que aumentaba la producción de petróleo, aumentaba también el número de personas requerido para poner en marcha la industria. El crecimiento de la población hizo necesaria la construcción de más viviendas y servicios. Así, se construyeron hospitales de primer orden y nuevas escuelas, para favorecer que la población se animase a emigrar a la zona. Las industrias de servicios comenzaron a establecerse para favorecer la industria del petróleo y satisfacer las necesidades de las personas que viven en la zona de Dammam. Como resultado, una región en la que, sesenta años antes, sólo vivían unos pocos cientos de habitantes, pasó a contar con una población de más de un millón y medio de personas, creciendo a un ritmo de más de cinco por ciento al año.
La clave para el éxito de la Zona de Dammam es que, a diferencia de las ciudades petrolíferas de otras partes del mundo, se ha desarrollado en todas las esferas. Ahora es un centro urbano moderno e industrial, que resulta ser la sede de la industria petrolera de Arabia Saudita. El gobierno de Arabia Saudita tomó medidas para facilitar la evolución de la Zona Dammam. Por eso, mandó construir nuevos caminos y carreteras, que conectasen la zona con otros centros urbanos e industriales del Reino. Una línea de ferrocarril conectaba Dammam con Riad a través de Al-Kharj. El aeropuerto Internacional de Dhahran se levantó entre Dhahran y Al-Khobar para conectar a la región con otras partes del Reino y el mundo.
Para fomentar el crecimiento de industrias no petroleras, se estableció una ciudad industrial en el espacio abierto entre las tres ciudades. Ahora alberga más de 124 fábricas, y el complejo industrial está completamente envuelto por una masa urbana. Como resultado, una segunda ciudad industrial se estableció más lejos de la zona de Dammam, a lo largo de la carretera a Riad. Situada en cerca de 6.000 acres de tierra, la segunda ciudad industrial alberga ya 120 fábricas, con otras 160 en construcción. Estas plantas manufacturan una gran variedad de productos de consumo e industriales que se comercializan en todo el Reino y se exportan a otros países alrededor del mundo. El transporte de dichas exportaciones, así como de las importaciones del extranjero, se hace a través de los cargadores y las empresas comerciales situadas en Dammam y Al-Khobar, haciendo de la zona de Dammam no solo una centro de primer orden de producción de petróleo, sino también un centro comercial y de transporte de mercancías.
El crecimiento de la región ha hecho necesaria la construcción de un aeropuerto más grande y más moderno que reemplace el aeropuerto internacional de Dhahran, que se ha quedado pequeño. El nuevo Aeropuerto Internacional Rey Fahd, ubicado a 30 kilómetros al oeste de Dammam, presta servicio no sólo al área de Dammam, sino también a la Ciudad Industrial de Jubail, a unos 40 kilómetros al norte.
Como lo ha hecho en otras partes del Reino, el Ministerio de Salud ha establecido varios hospitales modernos y una red de centros de atención de salud en la zona de Dammam. Estos se complementan con los hospitales y las clínicas del sector privado.
Después de haber sido construida desde cero, el Área de Dammam fue diseñada desde el principio con las normas de planificación de una urbe moderna. Las áreas residenciales están separadas de las secciones comerciales, las carreteras son anchas y rectas y los edificios se ajusten a un plan maestro. Una de las principales características del desarrollo de la zona es la recuperación de tierras. Vastas extensiones de aguas poco profundas del Golfo se han drenado, y se han construido hoteles y edificios de oficinas, que ocupan lo que antes eran pantanos. El agua para uso doméstico, urbano e industrial es proporcionada por las plantas de desalinización, que suministran a diario a la zona aproximadamente siete millones de pies cúbicos de agua tratada para la zona. De la disponibilidad de agua depende el crecimiento urbano e industrial de la zona de Dammam, y se han tomado medidas para ampliar las instalaciones existentes de desalinización, con el fin de satisfacer el crecimiento futuro.
El área de Dammam, Dhahran y Al-Khobar es un centro importante de transporte marítimo, petróleo, comercial e industrial. Los petroleros se abastecen de petróleo en la terminal de Ras Tanura. El Área de Dammam es también famosa por la gran variedad de instalaciones recreativas que ofrece a los residentes y a sus visitantes.
En muchos sentidos, el Área de Dammam se ha desarrollado como el punto en el que se relacionan Arabia Saudita y el mundo exterior, el lugar donde el Reino exporta sus productos y e importa lo que necesita, un enclave donde prospera la interacción entre Arabia Saudita y otros países.

## Alojamiento
Hay varias buenas opciones disponibles cuando se trata de alojamiento y hay alojamientos para todos los presupuestos. Algunos de los hoteles más populares son Dammam Palace Hotel, Sheraton Dammam Hotel and Towers, Dammam Ramada Hotel and Suites, Golden Tulip Al Hamra y Tulip Inn - Dammam. Todos estos hoteles ofrecen habitaciones confortables, excelentes instalaciones y una ubicación céntrica.

## Geología
La provincia cuenta con la mayor parte de las reservas de petróleo saudí, que suponen un cuarto de las reservas mundiales de petróleo.

## Área urbana
En la década de 1980, Dammam era una ciudad independiente, que estaba muy cerca de al-Khobar y del área de Dhahran. Cuando las tres localidades empezaron a crecer, acabaron fusionándose en una sola. No obstante, cada uno de los tres municipios conservó su propio carácter y algunas autoridades administrativas, si bien son tratadas como una única unidad administrativa. La Zona de Dammam comprende aproximadamente 700 km ².

## Política
En Dammam, no se han repetido los enfrentamientos entre la policía y los simpatizantes de la organización terrorista Al-Qaeda. En mayo de 2004, 22 extranjeros fueron asesinados en una toma de rehenes, y en septiembre de 2005 las fuerzas de seguridad saudíes irrumpieron en un escondite y mataron a todos los terroristas.

## Actividad económica
La vanguardia de la industria y la minería todas las actividades económicas en Dammam, que es una de las ciudades industriales más importantes del Reino. La cabeza de la industria, el aceite de esta actividad, seguido de la industria, fertilizantes, aluminio y productos petroquímicos, caucho, edificios prefabricados y aire acondicionado, al igual que la Cámara de Comercio e Industria de la Región Oriental para ofrecer sus diversos servicios al sector privado en todos los ámbitos de comercio e industria y siempre tratamos de servicios de desarrollo y diversificación, y ha trabajado para desarrollar un plan sunitas pintura de la política y experimentar la ciudad de Dammam las grandes empresas, requieren movimientos en la industria amplio, y alentado por la facilidad del transporte y el gran número de caminos y la presencia del puerto, así como el trabajo en curso en la importación y exportación, y los servicios ferroviarios. El Turismo Valdmam es uno de los lugares de interés turístico, gracias al clima moderado durante Nspeaogelb, y el disfrute de las playas del litoral en el Golfo. Es en este atracciones turísticas más importantes

## Distritos geográficos
- Adwassar (حي الدواسر)

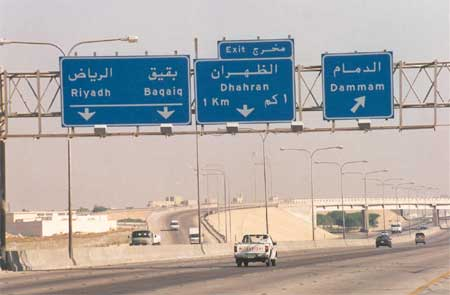
Carretera que une las tres ciudades

- Ammamrah (حي العمامرة) Ammamrah (حي العمامرة)
- Arabism Arabismo
- Arifi Arifi
- Asamhanip Asamhanip
- Aziziyah (حر العزيزية) Aziziya (حر العزيزية)
- Badia (حي البادية) Badia (حي البادية)
- Chance Oportunidad
- Cruise Crucero
- Dana (حي الدانة) Dana (حي الدانة)
- Dora the Corniche (درة الكورنيش) Dora la Corniche (درة الكورنيش)
- Ether (الاثير) Éter (الاثير)
- Faiha (حي الفيحاء) Faiha (حي الفيحاء)
- Flame (Alfajrip) Llama (Alfajrip)
- Ghannam Ghannam
- Granada (75) (حي غرناطة) Granada (75) (حي غرناطة)
- Hills Colinas
- Hope Esperanza
- Housing the National Guard Vivienda de la Guardia Nacional
- Hussam Huss
- Industry Industria
- Jasmine Jazmín
- Jewel (Jewel of the Gulf) Jewel (Joya del Golfo)
- Jewel of the airport Joya del aeropuerto
- Kindergarten Jardín de la infancia
- Knights Caballeros
- Light Luz
- Marina (Fanar) Marina (Fanar)
- Nasiriyah (حي الناصرية) Nasiriya (حي الناصرية)
- Nawras (Petromin) Nawras (Petromin)
- Palace Palacio
- Peace Paz
- Plateau Meseta
- Prince Mohammed bin Saud (حي الأمير محمد بن سعود) Príncipe Mohammed bin Saud (حي الأمير محمد بن سعود)
- Qadisiyah (حي القادسية) Qadisiya (حي القادسية)
- Secretariat Secretaría
- Spring Primavera
- Suburb (King Fahd) Suburbio (Rey Fahd)
- Sunrise Salida del sol
- The lake El lago
- The market El mercado
- Towers sword Torres espada
- Ulaymaniyah Ulaymaniyah
- Yamama Yamama
- Abandonment (picnic Gulf) Abandono (pic-nic del Golfo)
- Abdullah Fouad (عبدالله فؤاد) Fouad Abdullah (عبدالله فؤاد)
- Adama (حي العدامة) Adam (حي العدامة)
- Al Hamra (Hamra district) (formerly the neighborhood Al Mubarkia ) Al Hamra (distrito de Hamra) (anteriormente el barrio de Al Mubarkia)
- Al Raka North Al Norte del Cáncer
- Al Rayyan (Andalusia) Al Rayyan (Andalucía)
- Algeloip Algeloip
- Al-Manar Al-Manar
- Almreekpat Almreekpat
- Almzaroaip Almzaroaip
- Anoud Anoud
- Bader (91) Bader (91)
- City workers Ciudad de los trabajadores
- Communications Comunicaciones
- Dana Dana
- Dew Rocío
- Faisaliah Faisaliah
- Flowers Flores
- Fog Niebla
- Good Bueno
- Gulf (underground) Golfo (metro)
- Hillock Montículo
- Housing Viviendas
- Ibn Khaldun Ibn Jaldún
- Kazzaz Kazzaz
- Khalidiya North Norte Khalidiya
- Khalidiya South Sur Khalidiya
- Muhammadiyah Muhammadiyah
- Oasis Oasis
- One (71) Uno (71)
- Orchards Huertos
- Palace of the Gulf Palacio del Golfo
- Palm Palma
- Paradise Paraíso
- Port housing Puerto de vivienda
- Propellants Propulsantes
- Safa Safa
- Shoreline Orilla
- The eastern coast La costa oriental
- The sword La espada
- The west coast La costa oeste
- Tubaishi Tubaishi
- University Universidad
- Zahra Zahra

## Universidades y colegios
- Universidad de Dammam (Filial de la Universidad Rey Faisal de antes).
- Universidad Abierta Árabe.
- Technical College para los estudiantes.
- Community College (Universidad Rey Fahd de Petróleo y Minerales).
- Mañana Colegio Internacional de Ciencias de la Salud.
- Academia de los puertos marítimos para los estudios y asistencia técnica.
- Academia de Ciencias de la Salud.
- Formación académica.
- Instituto de la Ciencia (Universidad del Imam Muhammad Ibn Saud).
- Instituto de Salud.
- Instituto Técnico, de los Servicios de Petróleo saudita.
- Instituto de belleza especialista, Ciencia y Tecnología (niñas).
- Instituto Superior de Ingeniería y Petróleo.
- Instituto de Formación, la principal compañía eléctrica en Arabia Saudita.
- Servicios del Instituto del Petróleo y gas natural.
- Instituto de Administración Pública (una rama de la región oriental).
- Instituto de Estudios Técnicos de la Armada.
- Instituto Amal para Niñas Sordos.
- Instituto de formación profesional.
- Instituto de Educación de la propiedad.
- Instituto Industrial de Secundaria.

## Información

### TV y radio
Edificio terminal de Dammam, la televisión y la radio son cada uno los programas de registro y reuniones en la región oriental y en el cielo Mainzawi información y enviarla a la estación principal de Riad para su emisión en Canal Uno.

### Prensa
Expedido en Dammam, dijo a un solo funcionario es (hoy) que viene Bobaralamntqp y también publica un anuncio en el periódico semanal gratuito grandes cada jueves por la mañana en el periódico (clasificado) y la mañana todos los viernes (los medios), donde los dos amantes de los periódicos, y lo que se requiere de los consumidores, ya sea de compra o venta de bienes raíces o Herramientas Kahrbaiihp teléfonos, así como la Declaración de los puestos y otras diversas declaraciones.
También se encuentran en las oficinas de varios periódicos de la ciudad de Arabia Saudita y algunos otras publicaciones como el periódico Al-Riyadh, Okaz, La Nación, el Medio Oriente, la vida, dom, su revista, Layalina.

## Fauna y flora

### Fauna

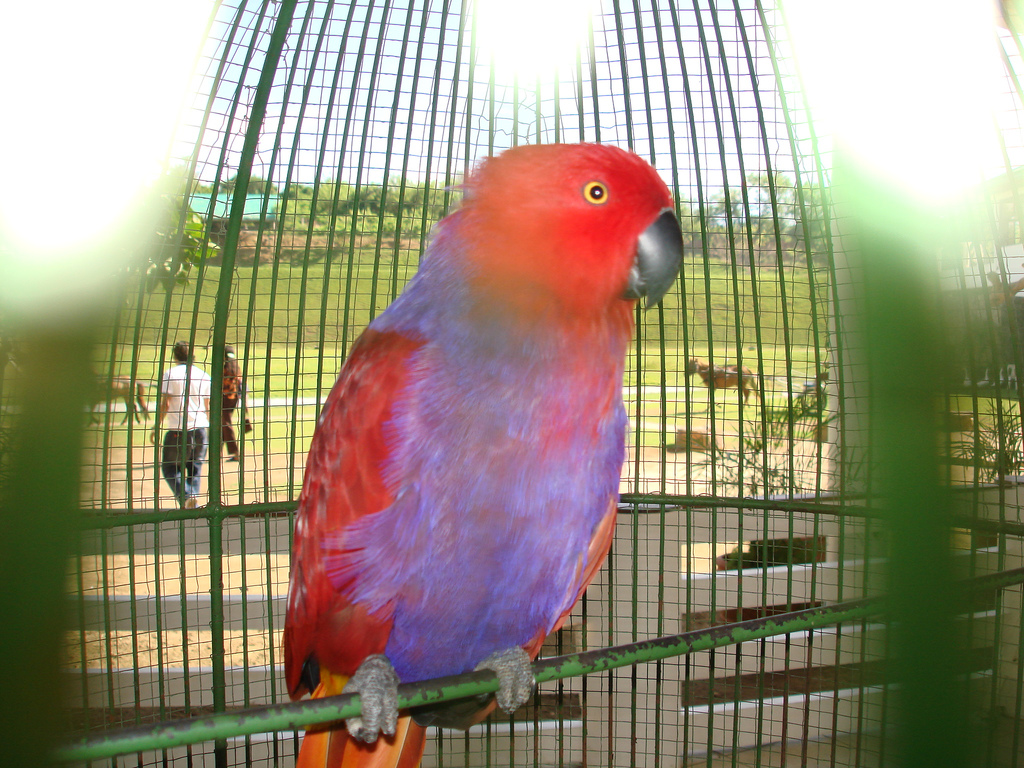
Ecletus Roratus

La fauna de Dammam es como la del resto del país ya que prácticamente todo es un desierto, aunque destacan los caballos árabes y el Eclectus roratus.

### Flora
La flora es escasa dado que la localidad se extiende por el desierto. Lo único que crece con facilidad son las palmeras y los datileros, alrededor de los oasis.

## Cultura
Una de las zonas de recreación más populares de Dammam es la llamada Corniche, un paseo marítimo paralelo a la playa de Al-Aziziyya, frente a la isla Tarut. Además, a lo largo del paseo se suceden numerosas obras de arte al aire libre.
El Parque Rey Fahd está situado en la carretera principal de Dhahran a Dammam, entre Dammam y Al-Khobar. Es un parque moderno, con cafeterías, piscinas, lagunas, fuentes y un centro de entretenimiento para los niños.
El Museo Nacional de Dammam se encuentra en el cuarto piso de la biblioteca pública. Organiza exposiciones que retratan la cultura de la zona.
La playa de media luna es la playa más famosa de la Provincia Oriental. Debe su nombre a su forma semicircular. Durante los fines de semana está muy concurrida. Muy cerca de ella se encuentran dos parques de diversiones.

## Deportes
La primera ronda de clasificación asiática de los participantes en la Copa Mundial 2002 fue un torneo que se jugó por completo en Dammam. Arabia Saudita tuvo el primer grupo en la segunda ronda como uno solo.
En 1984 y 1988 ganó el equipo de fútbol Ittifaq Al Dammam del Club Árabe de la Copa de Campeones.

## Clima
Dammam cuenta con un clima árido en la clasificación climática de Koppen. A diferencia de otras ciudades de Arabia Saudí, Dammam conserva su temperatura cálida en invierno, que puede oscilar entre 10 °C en C (59 °F) A +22 °C. Sin embargo la temperatura baja a regular lo más bajo de alrededor de 0 °C algunos días. Las temperaturas de verano son muy calientes y romper los 40 °C (104 °F) marca y en algunos días la marca de 50 °C. Aunque las temperaturas medias del verano suele estar entre 35 °C a 45 °C.
Las precipitaciones en Dammam son, por lo general, escasas, y suelen producirse en pequeñas cantidades en el mes de diciembre. No obstante, algunos inviernos las precipitaciones han sido relativamente más copiosas e incluso algunos años se han registrado granizadas violentas. En concreto, la tormenta de diciembre de 2008 fue la mayor de la historia reciente: la lluvia llegó a alcanzar cerca de 3 pulgadas. La temperatura más baja jamás registrada en Dammam fue de 3 °C (37,4 °F).
Algunos eventos inusuales suceden a menudo durante el año, como tormentas de polvo en verano, procedentes de los desiertos de la Península Arábiga o del norte de África.

## Localización
Dammam es una ciudad situada en el este de Arabia Saudí, y más o menos a 100 kilómetros de Baréin, aunque también otros países cercanos son:
- Catar
- Kuwait
- Yemen
- Omán
- Irak
- Emiratos Árabes Unidos

## Transporte

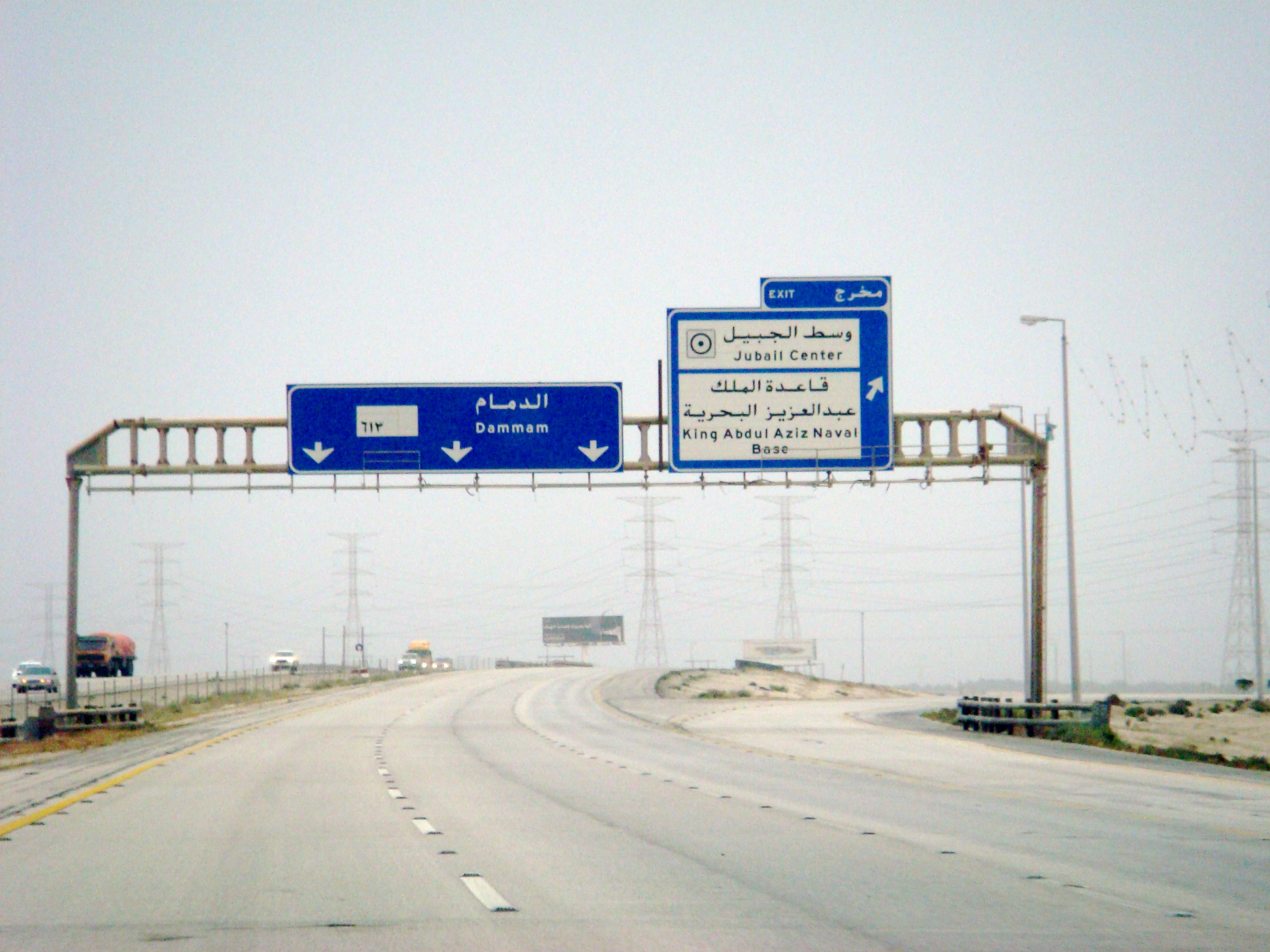
Carretera de Dammam

### Transporte aéreo
Dammam como transporte aéreo posee el Aeropuerto Internacional de Dammam-Rey Fahd, cuyo aeropuerto es bastante importante dentro de los vuelos internacionales de Arabia Saudita.

### Carretera

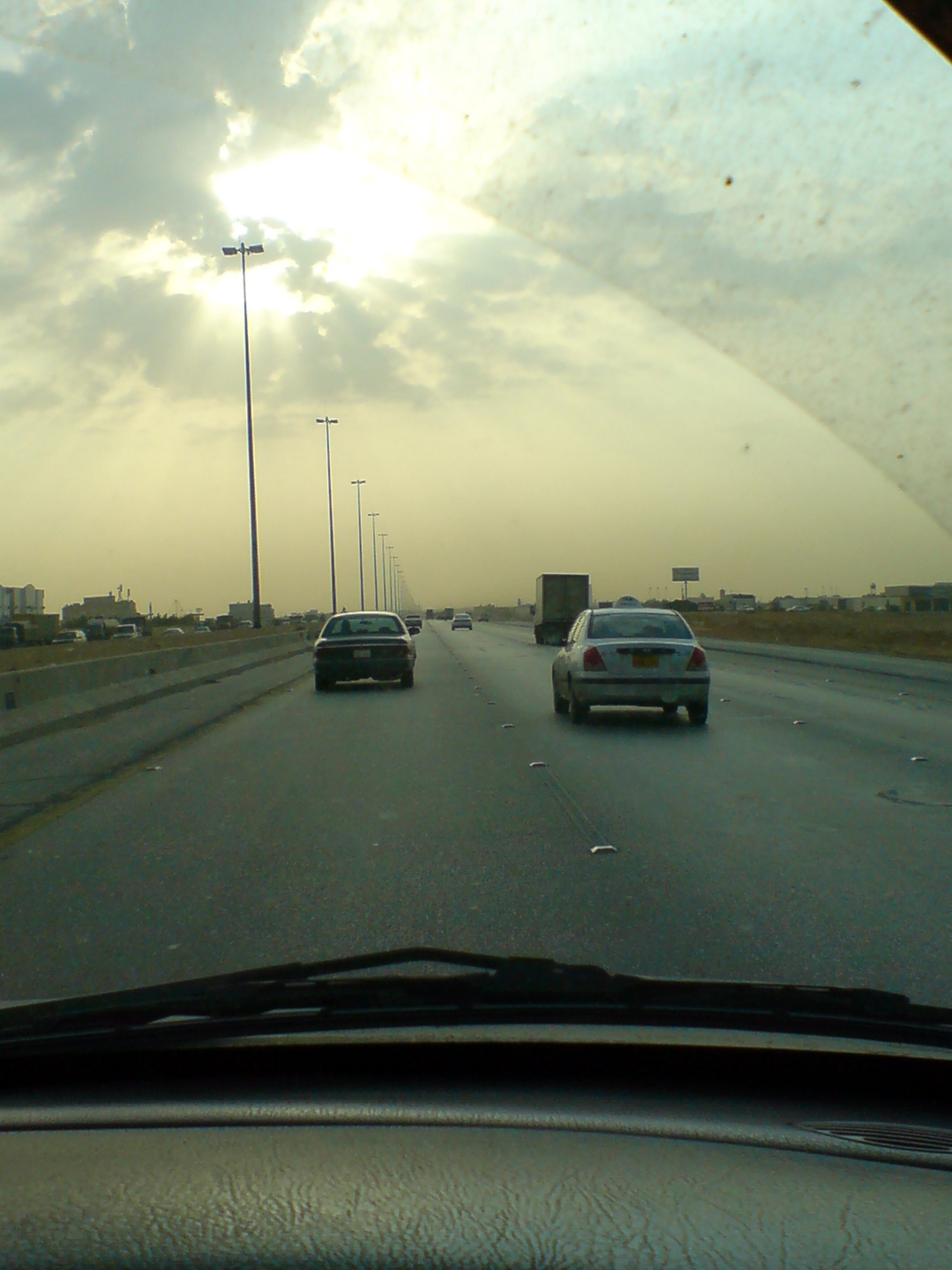
Entrada a Dammam

Ventaja de la ciudad de Dammam, en el movimiento de la transferencia de una activa y variada, debido a su ubicación en el Golfo y la magnitud de la actividad económica, que aboga por el establecimiento de una moderna red de carreteras, incluyendo: (a) Dammam Riad, 380 km. (B) Hadriyah Abu Dammam 160 km. (C) a través de Dhahran, Ras Tanura, a 90 km. (D) Dammam Abqaiq 90 km. (E) Dammam-Qatif 23 km. (F) Dammam playa de media luna de 35 km.

### Ferrocarril
La ciudad de Dammam está unida a Riad por una importante línea ferroviaria, que pasa por pasando Hofuf y Abqaiq. Tiene una longitud de 562 km, con ramales de una longitud total de 164 km.

### Envío
La región Puerto Rey Abdul Aziz En Dammam, que cuenta con el equipo grande que le permite recibir distintos tipos de embarcaciones. Los equipos más importantes: 56 grúas multiuso. 8 grúas de contenedores. 524 elevar el móvil. 28 contenedores cisterna. Y un número de puestos de atraque para los buques y la pesca, así como de reparación naval.

## Sitios de interés

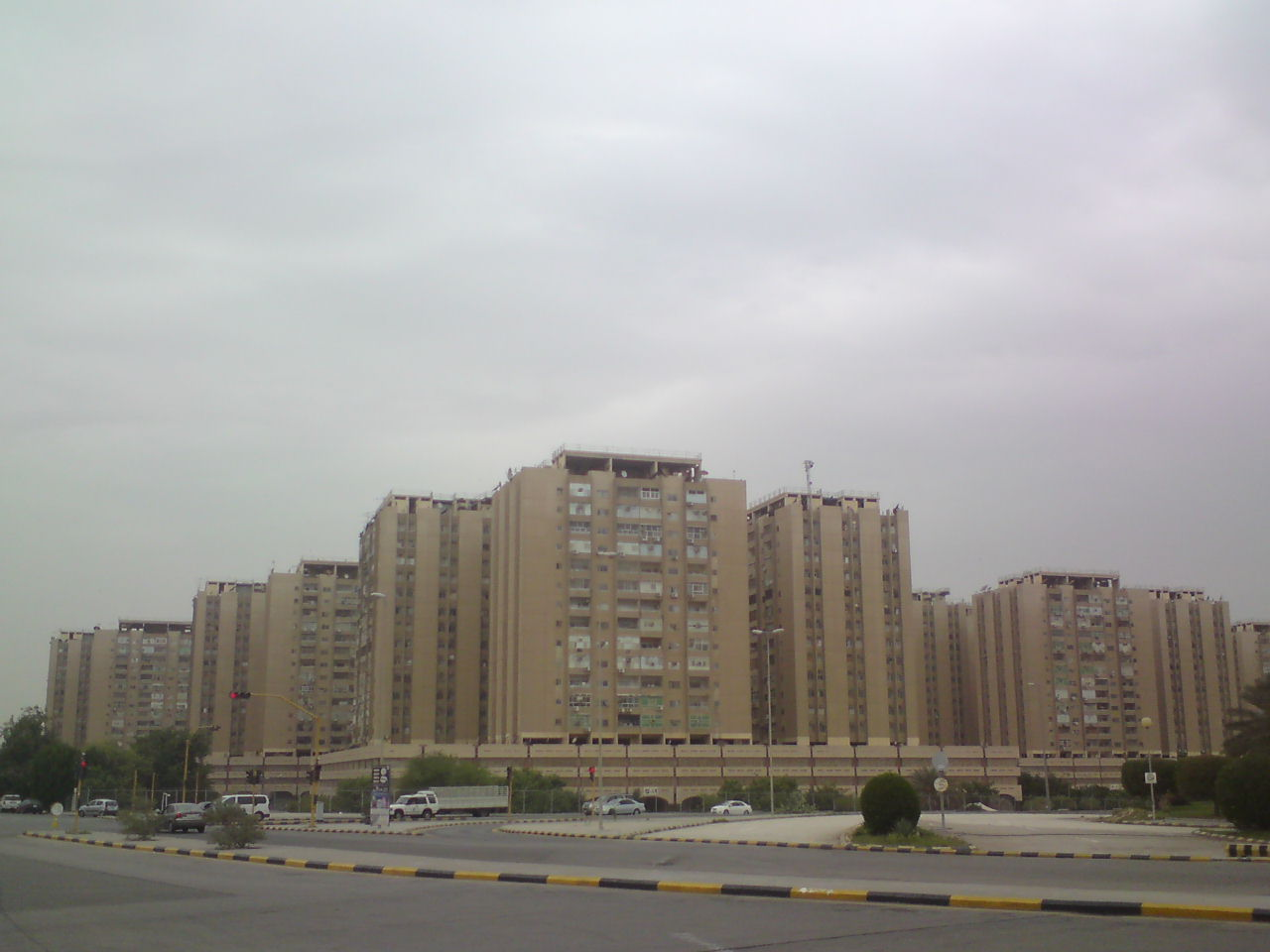
Casas de Dammam.

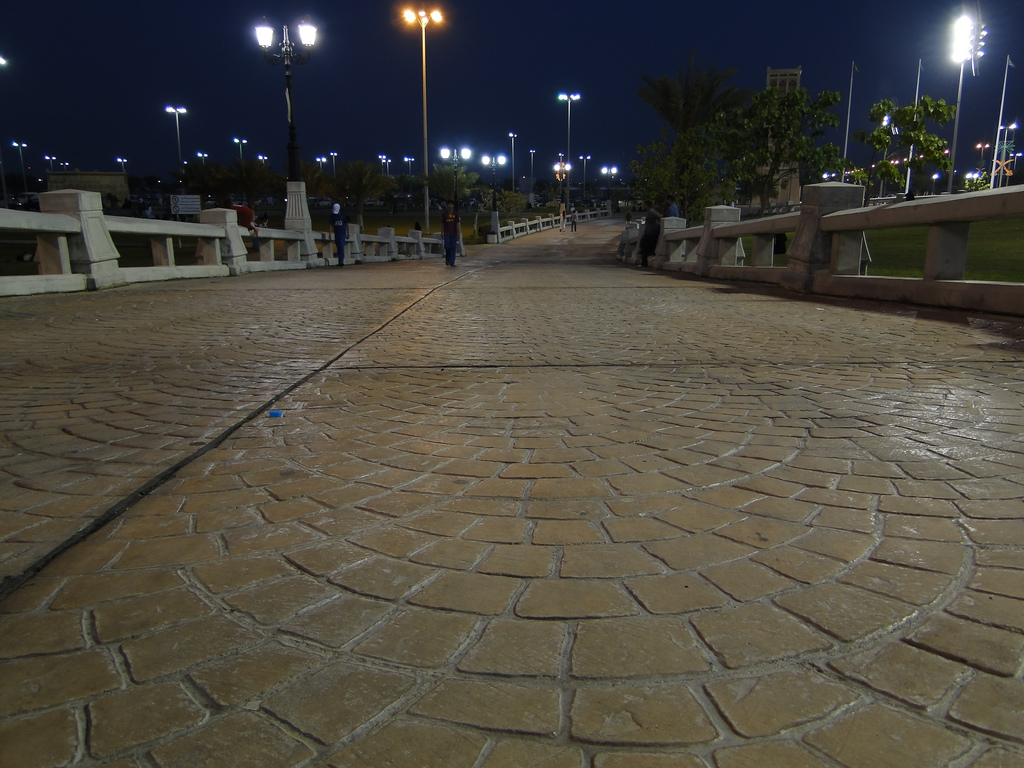
Corniche de Dammam.

El área de reconstrucción popular en Dammam es su corniche que estira de la playa del al-Azziziah a las islas de Tarot, él es un lugar de reunión popular para los amigos y la familia. Muchas ilustraciones del aire abierto puntean el camino de Corniche también.
El parque de rey Fahd situado en el Dahran - autopista de Dammam entre Dammam y el Al-Khobar. Es un parque moderno con cafterias, piscinas, lagunas, fuentes y un centro de la diversión para los niños.
Otra localización del interés es el Museo Nacional de Dammam. Localizado en el 4.º piso de la biblioteca pública a través del estadio de los deportes, contiene los objetos expuestos que detallan la cultura del área.
La playa de la media luna es la playa primera en la región del este. Consigue su nombre de su forma semicircular. Apretado increíble durante fines de semana y hay dos parques de atracciones cerca.
La vecindad vieja donde una vez que vivió el Dawasir está otro sitio interesante a visitar (al-quadimah del al-dawasir del harat) puesto que se ha convertido en el alma de la ciudad. Es todavía posible ver una de las primeras pequeñas mezquitas construidas; fue nombrado original después del al Dowsary de Adbullah del compartimiento de jeque Ahmed.